# Marsaborit
Marsaborit és un camp de conreu del municipi de Castell de Mur, al Pallars Jussà, a l'antic terme de Guàrdia de Tremp, en terres del poble de Cellers.
Està situat al nord-oest de Cellers, a l'esquerra del barranc de la Gessera, al sud de la Vinya de Carrió, a llevant de los Reganyats i al nord-oest dels Canalets. El Camí de Canalets discorre al nord de la partida.